# Вісімка (веслування)

Логотип вісімки

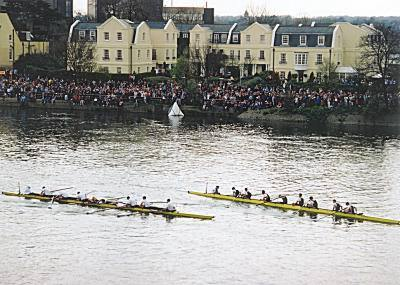
Вісімка наприкінці Оксфордських та Кембриджських перегонів на човнах 2002 року

Вісімка — гребний човен, який використовується в спортивному веслуванні. Він розрахований на вісім веслярів, які рухають човен за допомогою весл, а керується рулевим.
Кожен із восьми гребців має одне весло. Веслярів, які сидять у шерензі в центрі човна обличчям до корми, зазвичай розміщують по черзі: чотири на лівому борту (права сторона весляра - також традиційно відома як "сторона удару") і чотири на правому борту (ліва сторона весляра - відома як "сторона лука"). Рулевий керує човном за допомогою керма і зазвичай сидить на кормі човна. Через швидкість човна, як правило, вважається небезпечним веслувати без рульового або мати перенавантаження.
Гоночні човни (часто їх називають «shells» (з англ. ракушки) мають довгий, вузький і широко напівкруглий переріз, щоб знизити опір до мінімуму. Спочатку корпуси човнів виготовлялися з дерева, а тепер майже завжди виготовляються з композитного матеріалу (зазвичай, з армованого вуглеволокном пластику) для підвищення міцності та ваги судна. Вісімки мають плавник у задній частині, щоб запобігти перекиданню, а також для кращої роботи керма. Такелажі розташовують по черзі вздовж човна так, щоб їхні сили діяли асиметрично до кожного боку човна. Якщо човен водять весляри, кожен з яких має по два весла, комбінацію називають восьминіжним черепом. У човні-черепі такелажі прикладають свої сили симетрично. Веслярний човен має бути витривалим, щоб впоратися з неперевершеною силою, і тому вимагає більшої стійкості, тобто, він має бути важчим і повільнішим, ніж еквівалентний човен. Але восьминіжний череп не використовуються на основних змаганнях.
«Вісімка» — один із класів, визнаних Міжнародною федерацією веслування, і одна з подій Олімпійських ігор. Перші Олімпійські перегони вісімок були проведені в 1900 році, в них виграли Сполучені Штати Америки.

## Дивіться також
- Веслування на літніх Олімпійських іграх
  - Список Олімпійських медалістів з веслування (жінки)
  - Список Олімпійських медалістів з веслування (чоловіки)
- Чемпіонат світу з веслування
- Гранд Кубок
- Перегони човнів